# 삼산고등학교 (인천)
삼산고등학교(三山高等學校)는 대한민국 인천광역시 부평구 삼산동에 있는 공립 고등학교이다.

## 학교 연혁
- 2001년 1월 8일 : 삼산고등학교 12학급 (남5, 여7) 설립 (인천광역시조례 제3504호)
- 2001년 3월 1일 : 초대 이강식 교장 취임
- 2001년 3월 5일 : 제1회 입학식 신입생 561명 입학 (남 230명, 여 331명)
- 2004년 2월 13일 : 제1회 졸업식 534명 졸업 (남 218명, 여 316명)
- 2021년 3월 1일 : 제9대 오미영 교장 취임
- 2024년 2월 8일 : 제21회 졸업식 184명 졸업(남 104명, 여 80명)
- 2024년 3월 4일 : 제24회 입학식 신입생 230명 입학(남 112명, 여 118명)

## 참고 자료
- 삼산고등학교 - 한국교육학술정보원 학교알리미